# Lycée Pertevniyal
 (janvier 2025).
Le lycée Pertevniyal a été ouvert en 1872 et est l'un des établissements d'enseignement importants de Turquie.

## Histoire
Le lycée Pertevniyal est situé à Aksaray, l'un des quartiers anciens et historiques d'Istanbul. L'école a été construite par Pertevniyal Valide Sultan, mère du sultan Abdülaziz et épouse de Mahmud II.
Les sultans de l'Empire ottoman effectuaient des œuvres caritatives dans les hôpitaux, les écoles, les mosquées, les fontaines, les maisons de retraite, etc. Pertevniyal Sultan a également construit une mosquée pour elle-même et son époux. Il voulait construire une école pour Mahmut. Tout d’abord, elle crée une fondation en son propre nom et commence à travailler en 1868. Après l'achèvement de la construction de la mosquée Perteniyal Valide Sultan en 1871, la construction de l'école a commencé.
L'école a commencé ses études le 6 avril 1872 sous le nom de « Mahmudiye Rüştiyesi » (« école secondaire Mahmudiye »). Des cours tels que le turc, l'arabe, le persan, les mathématiques, la géométrie, la physique, la chimie, la biologie, la religion et l'écriture fine étaient enseignés à l'école. Le public a montré un grand intérêt pour l'école, la fondation fournissant une aide alimentaire et vestimentaire à chaque étudiant.
L'école a été gravement endommagée lors de l'incendie d'Aksaray en 1911 et l'enseignement a continué ailleurs pendant un certain temps. De plus, en raison de travaux de construction de routes, l'école a perdu une partie de son jardin et l'emplacement du tombeau du sultan Pertevniyal Hanım a été déplacé. Après une longue période, la construction d'une nouvelle école a commencé grâce aux revenus de la fondation. L'école, construite en béton armé par l'architecte Sırrı Arif Bilen, avait à cette époque un aspect très moderne pour Istanbul.
Le nouveau bâtiment scolaire est inauguré le 15 octobre 1930. Cependant, le public souhaitait que ce bâtiment nouvellement construit soit utilisé comme lycée. Parce que le nombre de lycées dans la région était insuffisant. Ensuite, l'école a été transformée en lycée et son nom a été changé en « Lycée Pertevniyal ».
Le lycée Pertevniyal est l’une des écoles les plus anciennes et les plus performantes de Turquie. Les étudiants qui obtiennent des résultats élevés à l’examen d’entrée au lycée peuvent postuler à l’école. La durée d'enseignement est de 5 ans au total, y compris la préparation plus 4 ans. Pendant la période préparatoire, les étudiants apprennent l'anglais. L'allemand est enseigné comme deuxième langue étrangère. Cette école, qui a acquis une renommée grâce à la réussite de ses étudiants aux examens universitaires, produit des diplômes turcs environ chaque année. Lycée Pertevniyal ; Ils organisent des événements tels que la journée traditionnelle du riz et de l'ashure, la course de Pertevniyal, le festival de la jeunesse, le tournoi d'échecs, les journées culturelles et artistiques, la cérémonie des insignes de Pertevniyal et la cérémonie de remise des prix du meilleur de l'année. Les diplômés de cette école ont créé des organisations civiles telles que la Fondation pour l'éducation Pertevniyal, Association des étudiants diplômés du lycée Pertevniyal, Association d'aide aux étudiants du lycée de Pertevniyal et le Club sportif de Pertevniyal,,.

## Anciens élèves célèbres[réf.nécessaire]
- Alaaddin Yüksel - Autorité civile
- Ali Esin- Météorologue
- Ali Osman Erbaşı - Musicien, compositeur
- Ali Poyrazoğlu - Acteur
- Aydın Boysan - Architecte, journaliste
- Bekir Sıtkı Sezgin - Artiste sonore, compositeur
- Cemil Meriç - Auteur
- Doğan Heper - Journaliste, rédacteur en chef du journal Milliyet
- Doğan Hızlan - Auteur
- Hakan Utangaç - Musicien (Pentagramme)
- Halit Kıvanç - Journaliste, présentatrice
- Hüsamettin Özkan - Homme politique, ancien vice-premier ministre
- Hüseyin Rahmi Gürpınar - Auteur
- Kamuran Sipal - Auteur
- Masum Türker - Ancien ministre d'État, homme politique
- Metin Akpinar - Acteur
- Metin Erksan - Réalisateur
- Namık Kemal - Auteur
- Necati Tosuner - Auteur
- Neco - Chanteur
- Nuri Necipoğlu - Avocat, membre de la Cour constitutionnelle
- Osman Özbek - Homme politique
- Reha Yurdakul - Actrice, productrice, scénariste
- Savaş Ay - Journaliste
- Seray Şahiner - Auteur
- Tevfik Ertüzün - Homme politique
- Ulvi Doğan - Acteur, Producteur, Académicien
- Yaşar Okuyan - Ancien ministre du Travail et de la Sécurité sociale, homme politique
- Zihni Göktay - Acteur
- İlhan Şen - Acteur, mannequin
- Cem'i Demiroğlu - médecin, ancien recteur de l'Université d'Istanbul